# Sedm statečných
Sedm statečných (angl. The Magnificent Seven) je western Johna Sturgese z roku 1960, remake Kurosawova snímku Sedm samurajů z roku 1954. Děj snímku se odehrává v severoamerických reáliích.
Sedmičlenná skupina najatých amerických pistolníků se rozhodla ochránit mexickou vesnici ohrožovanou místními bandity. Ze sedmi statečných mužů čtyři v boji proti přesile zahynou, přežijí pouze tři (Chris, Vin a Chico). Ovšem mladý Chico nakonec ve vesnici zůstane natrvalo kvůli místní dívce Petře, se kterou se zde seznámil a sblížil. Kromě dobrého hereckého obsazení napomohla úspěchu snímku výborná filmová hudba Elmera Bernsteina, která se v různých orchestrálních podobách hraje dodnes.

## Obsazení
| Yul Brynner     | Chris Adams (vůdce skupiny)                               |
| Steve McQueen   | Vin (Chrisův kamarád a zástupce vůdce skupiny)            |
| Horst Buchholz  | Chico (mladý domorodý pistolník)                          |
| Charles Bronson | Bernardo O'Reilly (původem napůl Ir a napůl Mexičan)      |
| Robert Vaughn   | Lee (střelec trpící strachem ze smrti)                    |
| Brad Dexter     | Harry Luck (hledač pokladů; bojuje kvůli domnělému zisku) |
| James Coburn    | Britt (pistolník, který také umí výborně vrhat nožem)     |
| Eli Wallach     | Calvera (vůdce banditů)                                   |

### Vesničané
| Rosenda Monteros        | Petra              |
| Whit Bissell            | Undertaker         |
| Vladimir Sokoloff       | Stařec („Old Man“) |
| Jorge Martínez de Hoyos | Hilario            |
| Rico Alaniz             | Sotero             |
| Natividad Vacío         | Miguel             |